# Шерфединов, Яя
Яя́ (Ягья́) Шерфеди́нов (Шерфединов Ягья Шерфединович, крымскотат. Yaya Şerfedinov; 16 марта 1894, Феодосия — 29 января 1975, Ташкент) — советский крымскотатарский композитор, музыкант, поэт. Заслуженный деятель искусств Крымской АССР (1940), Заслуженный деятель искусств Узбекской ССР (1971).

## Биография
Родился в 1894 году в Феодосии и с детских лет увлекался народным песням, рано научился играть на скрипке. После окончания Симферопольской татарской учительской школы преподавал в с. Сараймин Керченского района и родном городе, а в 1921 году ему посчастливилось встретить А. Спендиарова, известного музыканта, который, услышав скрипичные мотивы крымскотатарских мелодий в исполнении молодого талантливого музыканта, посоветовал ему продолжить обучение музыке. В 1927 году поступает на научно-композиторский факультет Московской консерватории, а в 1931 году успешно её оканчивает.
Сразу же Яя возвращается домой и работает музыкальным редактором Крымского радиокомитета. В 1937—1938 годах был заместителем художественного руководителя крымскотатарского государственного драматического театра в Симферополе. В этот период Шерфединовым написана музыка к спектаклям Юсуфа Болата «Ишлеген тишлер» («Ест тот, кто работает»), «Алим Айдамак», и музыкальной комедии «Арзы къыз» (совместно с Ильясом Бахшишем). Им написана хоровая сюита «Юзюк оюн йырлари» («Песня для танца с кольцом»), а также «Крымская сюита» для симфонического оркестра. Шерфединов писал произведения различных жанров, в том числе кантаты «Янгиер», сюиты для симфонического оркестра, несколько музыкальных комедий — наибольшую популярность среди них получила «Где ты, любовь моя».
Но главное место в творческой деятельности Яя Шерфединова занимало собирание народных песен. Его первый небольшой сборник вышел в Крыму в 1925 году, затем был издан ещё один сборник, в который вошло уже более 100 песен, а в 1935 году был выпущен третий сборник. Наиболее полно автор смог представить крымскотатарские песни в сборнике, который вышел гораздо позже, в 1978 году в Ташкенте под названием «Янърай Хайтарма» («Звучит хайтарма»). В него вошли более 350 народных песен, танцевальных мелодий и музыкальных легенд. Однако Яя Шерфединов уже не смог увидеть этот сборник («свою лебединую песню»), так как ушёл из жизни 29 января 1975 года в Ташкенте и похоронен на кладбище Минор.

### Личная жизнь
С 1939 года жил вместе с семьёй в Симферополе в Доме специалистов по ул. Жуковского, 20.
Жена — Сафие Крымтаева (1910, Симферополь — 1974, Ташкент), танцовщица, по материнской линии происходила из рода мурз Ширинских, в 1937—1938 году работала в Крымском татарском театре оперы и балета.
- сын — Зальферрат Шерфединов (род. 1930, Москва)[1].

## Звания
- Заслуженный деятель искусств Крымской АССР (1940);
- Заслуженный деятель искусств Узбекской ССР (01.06.1971)[2].